# 中谷雄二郎
中谷 雄二郎（なかたに ゆうじろう、1950年11月29日 - ）は、日本の裁判官。大阪高等裁判所部総括判事。主に刑事裁判を担当。東京大学卒業。兵庫県出身。

## 経歴
- 1976年4月 司法修習生（大阪、30期）
- 1978年4月 大阪地方裁判所判事補
- 1981年4月 最高裁判所刑事局付
- 1983年8月 東京地方裁判所判事補
- 1985年4月 福岡地方裁判所小倉支部判事補
- 1988年4月 東京地方裁判所判事
- 1991年4月 大阪地方裁判所判事
- 1994年4月 最高裁判所調査官
- 1998年4月 東京高等裁判所判事
- 2000年1月 東京地方裁判所判事部総括（刑事2部）
- 2005年2月 さいたま地方・家庭裁判所判事部総括
- 2010年4月 東京高等裁判所判事
- 2010年10月 大分地方・家庭裁判所所長
- 2013年3月 大阪高等裁判所部総括判事（第3刑事部）
- 2015年11月 定年退官

## 主な担当事件
- オウム真理教事件（新実智光）第一審 裁判長
- 松文館裁判　第一審 裁判長
- スーパーフリー事件　第一審 裁判長
- 迎賓館ロケット弾事件　第一審 判事（右陪席）
- 大阪パチンコ店放火殺人事件 第二審 裁判長

## 松文館裁判
日本では初めて成人向け漫画がわいせつ物として摘発された、松文館裁判の一審裁判官を務めた。

## 迎賓館ロケット弾事件
迎賓館ロケット弾事件事件の一審について、右陪席を務めていた。しかし一審の第11回公判前に雑誌『ジュリスト』（89年3月25日付）において、本事件について「証拠がないのは被告が隠しているからだ」「証拠の薄いままでも有罪だ」と発言し、これについて朝日新聞で『担当裁判官が予断発言』と報道された。